# Jerzmanowa
Jerzmanowa (niem. Hermsdorf) – wieś w województwie dolnośląskim, w powiecie głogowskim, siedziba gminy wiejskiej Jerzmanowa.

## Podział administracyjny
W latach 1954–1972 wieś należała i była siedzibą władz gromady Jerzmanowa. W latach 1975–1998 miejscowość położona była w województwie legnickim.

## Środowisko naturalne
Wieś znajduje się w obrębie mikroregionu Grzbiet Dalkowski, wchodzącego w skład mezoregionu Wzgórza Dalkowskie.

## Historia
Okolice wsi zamieszkiwane były przez plemię Dziadoszan. W 1305 roku były one własnością biskupstwa wrocławskiego.
W 1336 roku w dokumentach pojawiła się wzmianka o Jerzmanowej i kościele parafialnym znajdującym się w miejscowości.
Pierwszymi właścicielami wsi była rodzina Knoblochsdorfów.
W XVI wieku miejscowość znalazła się w posiadaniu rodu von Mutschelnitz.
W trakcie reformacji miejscowa świątynia stała się kościołem ewangelickim, jednak specjalnie powołana komisja zwróciła budynek katolikom 7 stycznia 1654 roku.
W 1659 roku właścicielem wsi był Adam von Rottenburg.
W latach 1746–1790 miejscowość była częścią dóbr Fryderyka Jerzego von Sack.
W 1907 roku Jerzmanową podłączono do elektrowni miejskiej w Głogowie. 
W latach 1910–1930 właścicielem wsi był Stanisław Hoyos. Jerzmanowa liczyła wtedy 335 mieszkańców, w tym 257 ewangelików i 78 katolików.

## Zabytki
Do wojewódzkiego rejestru zabytków wpisane są obiekty:
- kościół fil. pw. Wszystkich Świętych, z XIV w., XIX w.
- cmentarz przy kościele
- zespół pałacowy, XVIII-XX w.:
  - pałac, z 1730 r. z XVIII w., należący ongiś do rodu von Sack.
  - park.

## Oświata
We wsi znajduje się przedszkole i szkoła podstawowa, a do 2019 funkcjonowało w niej także gimnazjum.